# Kristinn Eyjólfur Andrésson

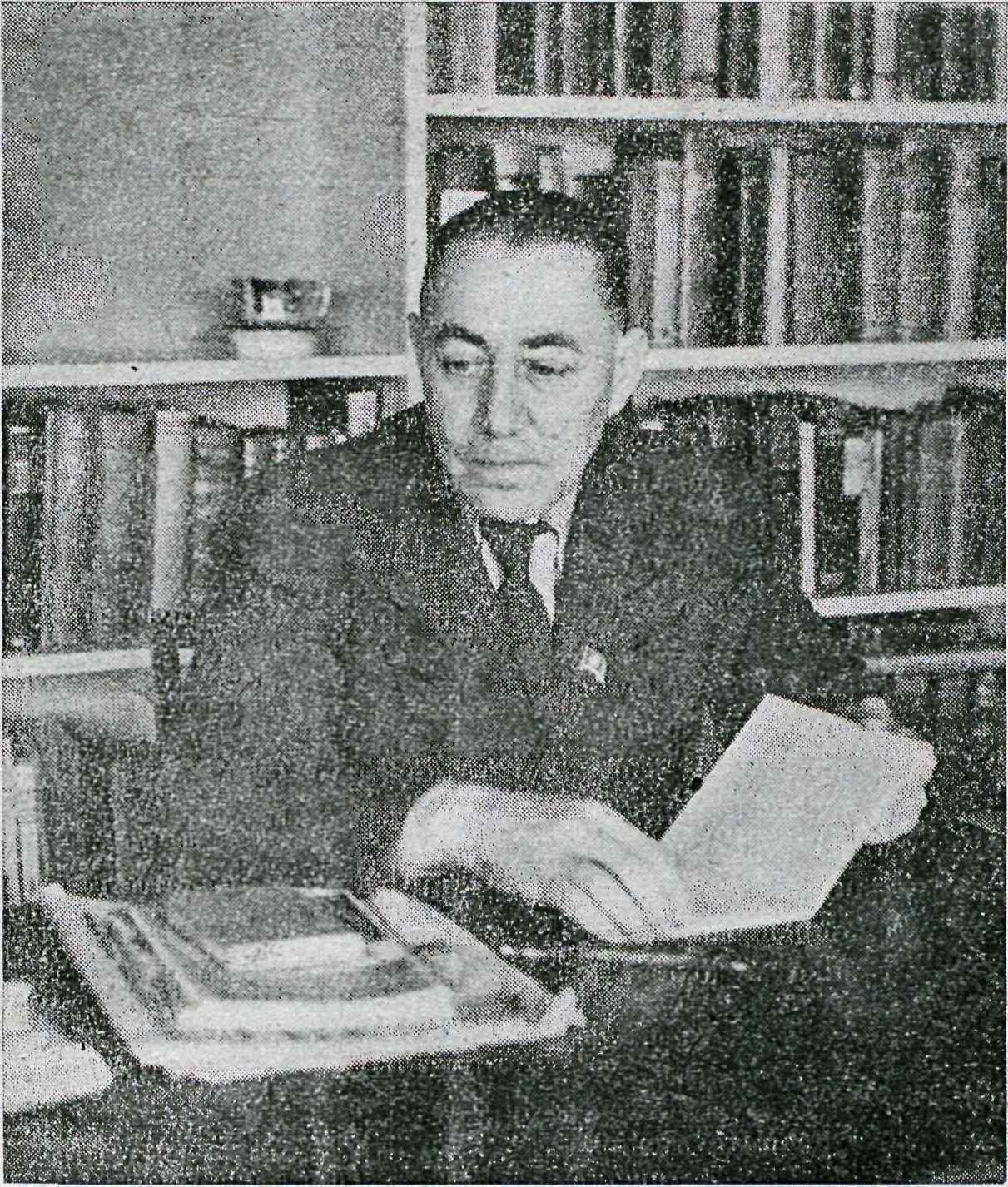
Kristinn Eyjólfur Andrésson um 1951

Kristinn Eyjólfur Andrésson (* 12. Juni 1901 in Helgustaðir við Reyðarfjörð; † 21. August 1973 in Reykjavík) war ein isländischer Verleger und Literaturwissenschaftler.

## Leben
Kristinn wuchs in der Nähe des Dorfes Eskifjörður auf. Er studierte Literatur in Reykjavík und später in Berlin. Dort wandte er sich dem Kommunismus zu.
1933 gründete er den Verlag Heimskringla. Von 1935 bis 1938 gab er die Literaturzeitschrift Rauðir pennar heraus. Mit Eiríkur Magnússon, Halldór Laxness, Halldór Stefánsson und Sigurður Thorlacius gründete er 1938 die Gesellschaft Mál og menning, die preiswerte Ausgaben isländischer und ausländischer Literatur herausgab. Außerdem publizierte die Gesellschaft ab 1940 die Zeitschrift Tímarit Máls og menningar. Kristinn war bis 1970 Redakteur der Zeitschrift.
1968 wurde er mit dem Leninorden ausgezeichnet.

## Schriften
- Íslenskar nútímabókmenntir 1918 til 1948 (1949)
- Eyjan hvita (1951)
- Isländische Erzähler (1963, als Herausgeber zusammen mit Bruno Kress)
- Enginn er eyland (1971)
- Ný augu (1973)